# Cry Me a River (пісня Джастіна Тімберлейка)
«Cry Me a River» — другий сингл із дебютного сольного альбому Джастіна Тімберлейка Justified. Випущений 17 грудня 2002 року сингл, у вокалі до якого брали участь також Timbaland і Скот Сторч, приніс Тімберлейку «Греммі» за «Найкраще чоловіче вокальне виконання в стилі поп» у 2004 році.

## Чарти
| Чарт (2002)                     | Найвища позиція |
| ------------------------------- | --------------- |
| Billboard Hot 100               | 3               |
| Billboard Hot R&B/Hip-hop songs | 11              |
| Australian Singles Chart        | 2               |
| New Zealand Singles Chart       | 11              |
| UK Singles Chart                | 2               |
| Irish Singles Chart             | 6               |
| Canadian Singles Chart          | 22              |
| German Singles Chart            | 13              |
| Austrian Singles Chart          | 29              |
| Netherlands Top 40 Singles      | 6               |
| Norwegian Singles Chart         | 10              |
| Swiss singles chart             | 20              |
| Swedish Singles Chart           | 10              |
| French Singles Chart            | 6               |
| Світовий чарт                   | 3               |

## Сертифікації
| Регіон | Сертифікація  | Продажі   |
| --- | ------------- | --------- |
| Австралія (ARIA)                                                                                           | 2× Платиновий | 140 000   |
| Данія (IFPI Denmark)                                                                                       | Платиновий    | 90 000    |
| Франція (SNEP)                                                                                             | Золотий       | 250 000*  |
| Німеччина (BVMI)                                                                                           | Золотий       | 250 000   |
| Італія (FIMI)                                                                                              | Золотий       | 25 000    |
| Велика Британія (BPI)                                                                                      | Платиновий    | 600 000   |
| United States (RIAA)                                                                                       | —             | 1,200,000 |
| *продажі, що базуються лише на сертифікаціях · продажі+прослуховування, що базуються лише на сертифікаціях |               |           |